# Francesco de' Medici di Ottaiano
Francesco de' Medici di Ottaiano (né le 28 novembre 1808 à Naples et mort le 11 octobre 1857 à Rome) est un cardinal italien du XIXe siècle.  Il est de la famille du cardinal Alessandro Ottaviano de' Medici, le futur pape Léon XI.

## Biographie
Francesco de' Medici est préfet de la maison du pape et préfet du palais apostolique. 
Le pape Pie IX le crée cardinal lors du consistoire du 16 juin 1856.

## Sources
- Fiche sur le site fiu.edu